# Dolichopus postocularis
Dolichopus postocularis är en tvåvingeart som beskrevs av Negrobov 1977. Dolichopus postocularis ingår i släktet Dolichopus och familjen styltflugor. Inga underarter finns listade i Catalogue of Life.